# Pietra lavica ceramizzata
Col termine pietra lavica ceramizzata viene comunemente indicato un oggetto di basalto lavico (pietra lavica) che presenta una decorazione superficiale in maiolica. In realtà, poiché per ceramica si intende piuttosto un ampio raggruppamento di manufatti in terracotta, questa tecnica decorativa in ambito specialistico viene più correttamente indicata come pietra lavica maiolicata.

## Origini
Le origini della tecnica risalgono alla metà del XIX secolo, ad opera del pittore Filippo Severati che brevettò a Roma, presso lo Stato Pontificio, una particolare tecnica decorativa a fuoco su supporto di porcellana e lava vulcanica, che mostrava particolare resistenza all'ambiente esterno, tanto che egli la utilizzò per alcune opere nel cimitero del Verano.

## Sviluppi

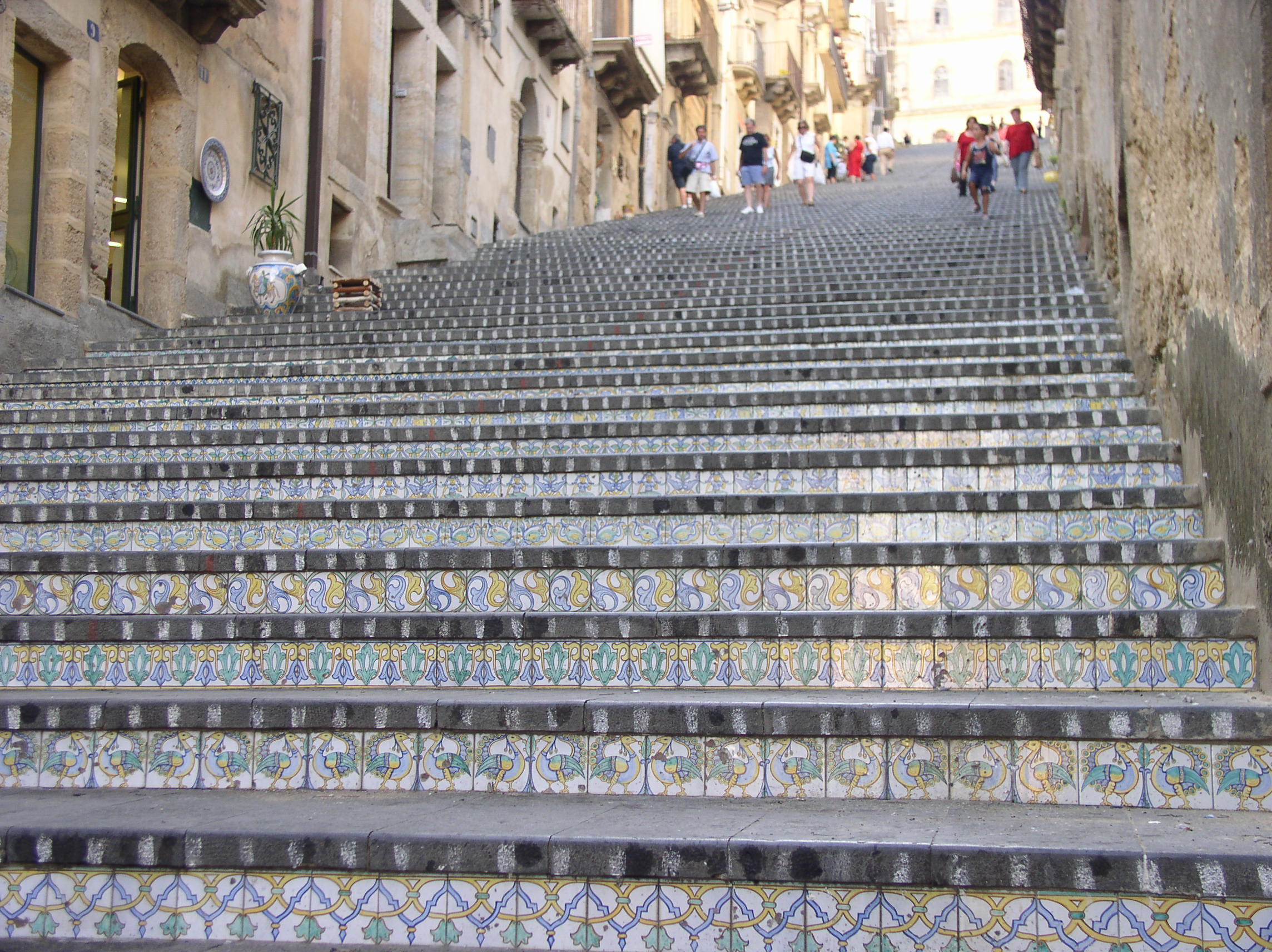
La scala di Caltagirone

Più recentemente, negli anni settanta del XX secolo, la tecnica di decorazione ceramica su supporto lavico è stata ripresa e sviluppata nella provincia Catanese, a Paternò, nel distretto della pietra lavica dell'Etna, in particolare grazie all'opera del maestro ceramista Barbaro Messina, che ha sviluppato nuove tecniche per la maiolicatura della pietra lavica.

## Tecnica
Il primo passo per l'ottenimento di un manufatto in pietra lavica ceramizzata, consiste nella scelta del supporto ovvero la pietra lavica, che sarà pietra di fondo non di superficie. Ovvero estratta (scavata) dal fondo della colata, tale masso informe verra scelto da occhi esperti e lavorato come un qualunque blocco di granito, passato alla segagione, con lame o fili diamantati e portato in lastre con gli spessori della lavorazione. Arrivato in laboratorio, i più attrezzati hanno frese di lavorazioni con programmi di taglio computerizzati, la lastra viene lavorata per diventare un elemento di design. A questo punto il manufatto lapideo lavorato, grigio ma compatto nella sua materia, si appresta ad entrare nel reparto artistico. La tecnica è applicabile anche a frammenti di pietra o sculture. Il substrato lapideo viene quindi cosparso di uno strato di smalto ceramico, con uno spessore di circa tre millimetri, e lasciato asciugare almeno 12 ore. In codesta fase, la differenza e la bravura dell'artista, della scuola, la lavorazione passa alla fase di decorazione, a mano libera o con stencil o a graffito, secondo tecniche vecchie e nuove proprie dell'arte ceramica. L'ultimo stadio altrettanto lungo è quello della cottura, che viene effettuata intorno ai mille gradi ed abbisogna di circa 24 ore per portare il manufatto a diventare un unico corpo, lo smalto, il colore del decoro del perfilo, che si fondono con la pietra lavica dell'Etna. Esistono ovviamente altre scuole di lavorazione non Siciliane, con stili decorativi diversi a seconda della regione.

## Prodotti

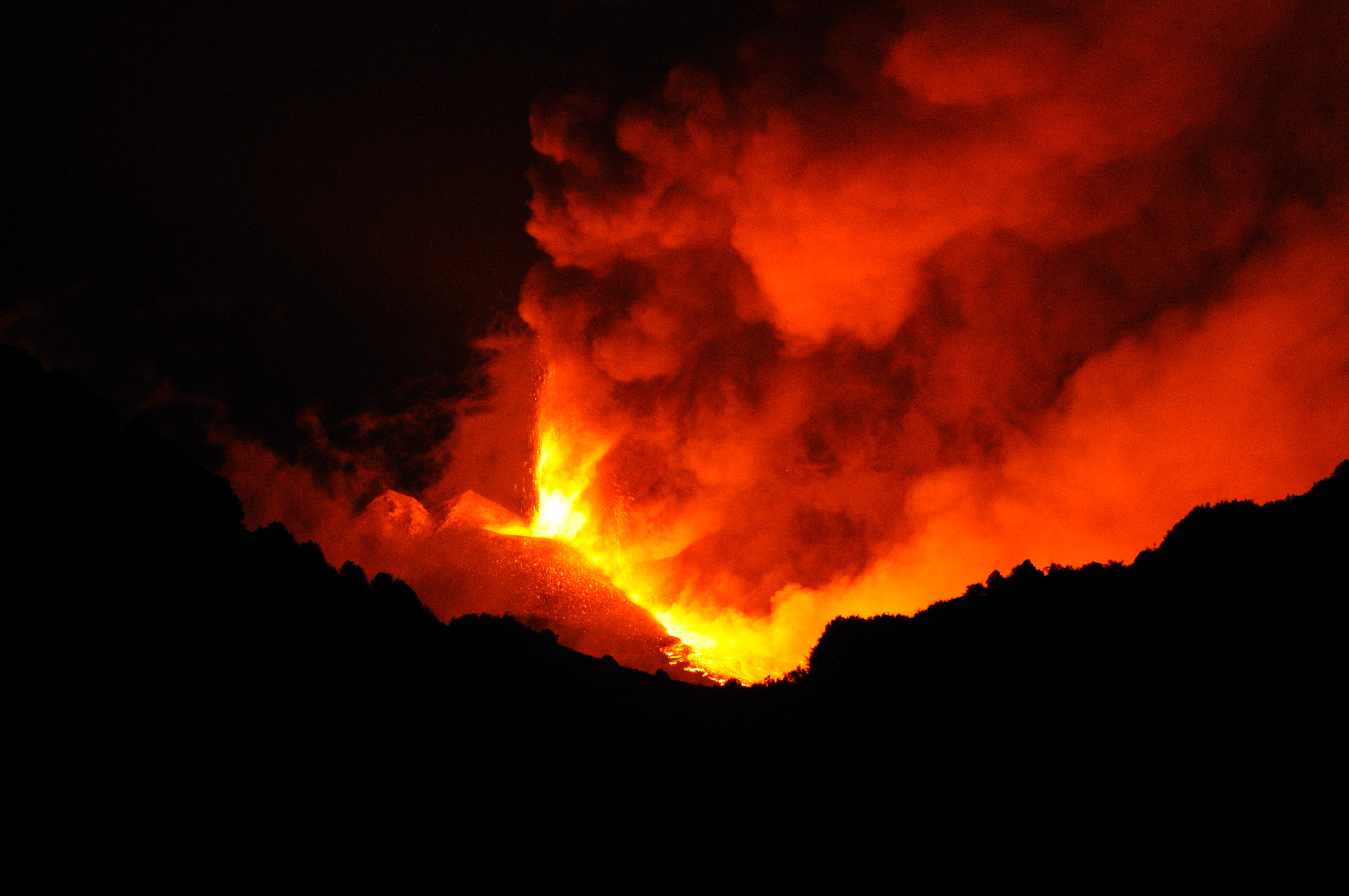
Da dove tutto ha origine, l'Etna, la montagna

Grazie alle particolari potenzialità estetiche dovute alla ceramica, unite alle notevoli doti di resistenza meccanica e fisica del basalto, la pietra lavica ceramizzata (maiolicata) viene utilizzata per la produzione di pavimenti ad alto calpestio, rivestimenti da esterno, piscine, tavoli, top per cucine e bagni, mosaici, piatti doccia, lavelli.